# فيل كلاركسون
فيل كلاركسون (بالإنجليزية: Phil Clarkson)‏ هو لاعب كرة قدم بريطاني، ولد في 13 نوفمبر 1968 في Hambleton, Lancashire ‏ في المملكة المتحدة. لعب مع سكونثورب يونايتد ونادي بلاكبول ونادي بوري ونادي كرو ألكساندرا ونادي هاليفاكس تاون.

## وصلات خارجية
- فيل كلاركسون على موقع قاعدة بيانات كرة القدم.إي يو (الإنجليزية)
- فيل كلاركسون على موقع Soccerbase.com (لاعب) (الإنجليزية)